# George Tierney
George Tierney (20. března 1761 Gibraltar – 25. ledna 1830 Londýn) byl britský politik, dlouholetý poslanec Dolní sněmovny za stranu whigů. Třikrát byl v různých funkcích a krátce členem vlády. Do historie vstoupil především soubojem, který podstoupil v roce 1798 s premiérem Williamem Pittem.

## Kariéra
Pocházel z irské obchodnické rodiny z Limericku, narodil se na Gibraltaru jako syn bohatého obchodníka Thomase Tierneye. Studoval v Etonu a Cambridge, poté krátce působil v justici, ale brzy se dal na politickou dráhu. Poprvé byl do Dolní sněmovny zvolen v roce 1789 v doplňovacích volbách za město Colchester, v roce 1790 zde ale neuspěl v řádných volbách. Do parlamentu se vrátil v roce 1796 a poslancem pak zůstal až do smrti (celkem byl poslancem 35 let a zastupoval postupně šest volebních obvodů). V Dolní sněmovně se zařadil k nejdůležitějším členům strany whigů, zvláště poté, co se Charles James Fox postupně stahoval do ústraní. V parlamentu neúnavně kritizoval finanční politiku vlády premiéra Pitta. V době válek s revoluční Francií se dostal do vyhroceného sporu s W. Pittem, který jej nařkl z nedostatku vlastenectví a vyzval jej na souboj. Duel se odehrál 27. května 1798 na předměstí Londýna s početnou účastí veřejnosti. Oba duelanti záměrně minuli cíl.
Po pádu Pittovy vlády přijal nabídku ke vstupu do Addingtonova kabinetu, čímž se zpronevěřil whigistickým zásadám a ve vlastní straně ztratil vliv. V letech 1803–1804 byl prezidentem úřadu námořního pokladu, od roku 1803 byl zároveň členem Tajné rady. Po Pittově smrti vstoupil znovu do vlády barona Grenvilla ve funkci prezidenta kontrolního úřadu Východoindické společnosti (1806–1807). Vzhledem k následující dlouholeté vládě toryů strávil zbytek života v opozici, v letech 1818–1821 byl mluvčím whigů v Dolní sněmovně. Potřetí a naposledy se stal členem vlády v méně významné funkci nejvyššího mincmistra (Master of the Mint, 1827–1828), poté se zdravotních důvodů stáhnul do ústraní. Vynikl jako bravurní řečník s výbornou znalostí problematiky obchodu, mezi whigy k němu ale stále panovala nedůvěra kvůli souboji s premiérem a pozdějšímu vstupu do toryovské vlády H. Addingtona. Jeho kariéru limitoval také na poměry britské společnosti relativně prostý původ v obchodnické rodině, protože politiku tehdy ještě zcela ovládala vysoká šlechta.